# Stalachtis latefasciata
Stalachtis latefasciata är en fjärilsart som beskrevs av Otto Staudinger 1888. Stalachtis latefasciata ingår i släktet Stalachtis och familjen juvelvingar. Inga underarter finns listade i Catalogue of Life.